# Dlhá nad Oravou
Dlhá nad Oravou (węg. Dluha, w XX wieku Bánhegy) – wieś (obec) w północnej Słowacji, w powiecie Dolný Kubín, w historycznym regionie Orawa. 

## Położenie
Miejscowość znajduje się na Pogórzu Orawskim (Oravská vrchovina). Zabudowania miejscowości położone są w dolinie rzeki Orawa oraz uchodzącego do niej potoku o nazwie Chlebnický potok. Przez miejscowość przechodzi droga krajowa nr 59.

## Zarys historii
Pierwsza pisemna wzmianka pochodzi z roku 1420, kiedy była jedną z wsi należących do właścicieli Zamku Orawskiego. W 1683 została spalona przez przechodzące w pobliżu wojska polsko-litewskie. W 1930 i 1962 pożary strawiły część zabudowy wsi.
W przeszłości Dlhá nad Oravou była znana na Orawie z koszykarstwa i tkactwa.

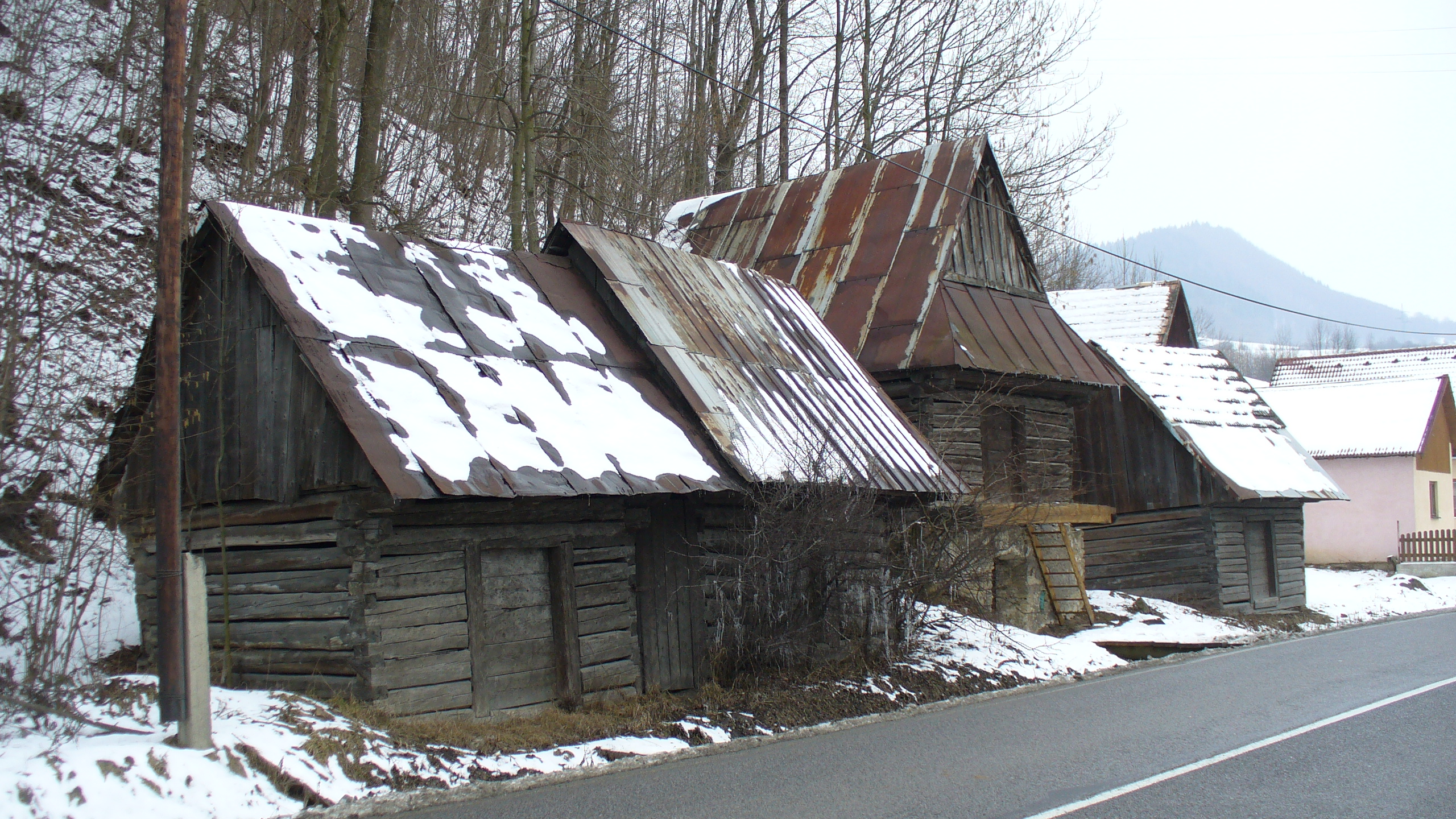
Stare spichlerze przy wjeździe do wsi od strony Orawskiego Podzamcza

Najciekawszymi obiektami architektonicznymi są:
- barokowo-klasycystyczny kościół św. Władysława, wybudowany jako kaplica w 1811, a w 1914 rozbudowany,
- kapliczka św. Trójcy z przełomu XVIII i XIX wieku,
- drewniane domy oraz zabudowania gospodarcze z XIX i początku XX wieku (dwa szeregi zabudowań gospodarczych, głównie dawnych spichlerzy i piwnic, znajdują się przy głównej drodze przy wjeździe i wyjeździe do wsi).